# Detentionaire
Detentionaire (El Castigado en Hispanoamérica) es una serie canadiense emitida por Teletoon y ABC3 en Australia, desde el 12 de septiembre de 2011, la serie va ya por la tercera temporada para el año 2013. En Latinoamérica la serie es iniciada el 2 de enero de 2013, emitido a las 7am. La serie fue creada por Daniel Bryan Charles Franklin y Johnston y producida por Tracey Dodokin. la serie contará con un total de 53 episodios, que se extiende a través de 4 temporadas. La serie fue emitida por primera vez durante la semana del 12 de septiembre de 2011 en Teletoon con una vista previa de los 5 primeros episodios.

## Argumento
La serie trata de un estudiante de la preparatoria E. Nigma, Lee Ping cuyo primer día del 10.º grado estuvo marcado por una gran broma y fue castigado por un año de detención. Todos los días con la ayuda de sus amigos, Lee se escapa de detención para tratar de descubrir y exponer quién está realmente detrás de la broma, y al mismo tiempo, intenta evitar ser capturado por Barrage, el director de la escuela. Lee Ping tendrá una nueva misión en descubrir la desaparición de Barrage y saber los secretos detrás de una gran pirámide debajo de la escuela, siendo vigilado por el consolado de los adultos.

## Personajes

### Principales
- Lee Ping- Un estudiante prófugo del castigo de año entero, es estudiante de décimo grado. Es coreano canadiense y un buen estudiante, excepto para gimnasia en la que obtuvo una C. En su primer día de escuela le fue tendida una trampa por la que acabó siendo culpado por una increíble broma y así recibió detención por un año completo y fue castigado por cuatro años enteros. Todos los días, ha tenido que escaparse de detención para poder reunir las pruebas a fin de limpiar su nombre. Él está enamorado de Tina Kwee desde el quinto grado. Su nombre es un juego de palabras con la palabra "Leaping" que significa "saltar", "brincar" o "dar un salto" en inglés.

- Tina Kwee- Tina es otra amiga de la infancia de Lee, y está enamorada en secreto de él. Ella es uno de los reporteros de las noticias de la escuela, y realmente demuestra una fuerte pasión por ello, sin embargo, su rivalidad con su compañero de reportaje, Moneranian Chaz, tiende a hacer más difícil que ella consiga lo que quiere. Ella también está dispuesta a ayudar a Lee y a sus amigos como cuando ayudó a encontrar al dueño de la dirección de correo electrónico que envió los mensajes de correo electrónico a diferentes personas quienes participaron en la broma. Ella también desea resolver el misterio de la creciente lista de los profesores y el personal desaparecidos de A. Nigma, siendo reemplazados por Barrage.

- Holger Holgaart- Es el amigo de Lee, él es un estudiante de intercambio de Escandinavia. A pesar de que aparece y actúa incompetente en todas las cosas, a veces teniendo que ser rescatado de los problemas por sus amigos, el valor de sus pocas habilidades ha demostrado superar su incompetencia. Ha demostrado ser sigiloso, ser capaz de correr en círculos alrededor de Barrage, y su conocimiento de spa y cocina le dieron la posición de aguatero. Él está enamorado de la matleta Greta Von Hoffman.

- Jenny Jerkins- Jenny es una de las parias, que son cada uno dice que es maldecido con hábitos repugnantes (más tarde se reveló ser debido a los experimentos de lavado de cerebro), el de ella siendo hurgarse la nariz. Introducido originalmente como un personaje recurrente, el personaje de Jenny es ascendido a un papel más prominente adelante en la serie. Después de presenciar que Lee arriesgo su vida para salvar a ella y a sus amigos, se siente una inmensa gratitud y se enamora de él, después se convirtió en una parte del equipo de Lee. Debido a la relación de Lee con Tina, Jenny inicialmente mostró inmensa hostilidad hacia ella, pero los dos se hacen amigos gradualmente después de aprender a trabajar juntos.

- Camillio 'Cam' Martínez- Es el amigo de Lee desde la infancia, él lo ayuda con su tarea. Aunque es fiel a Lee y lo ayuda siempre que puede, él intenta aprovechar la repentina popularidad que Lee ganó por ser culpado por la broma. Cam demuestra un fuerte interés en encontrar una novia, lo que lo incentiva a tratar de que Lee no niegue abiertamente que él fue el autor de la broma, ya que la fama de Lee lo ayuda a llamarles la atención de las chicas. Da indicios de estar enamorado de Brandy, la novia de Lee.

- Brandy Silver- Brandy es mandona y popular. Ella le dijo a Lee que sería su novia después de la broma y Lee fue quien le dio su primer beso. Ella está en las Glamazonas, algunos piensan que Brandy no siempre se comporta como una "Chica Glamazona" debería hacerlo. Ella ha chantajeado a Lee un par de veces, amenazándolo con que si no hace algo que ella quiere, ella le dirá a Barrage que Lee ha estado infiltrándose de detención. No le agrada Tina ya que sabe que a Lee le gusta. Ella se preocupa por su apariencia y popularidad y se ve comúnmente en los pasillos ordenándoles cosas a las personas, pero ella parece tener un buen corazón.

- Biffy T. Goldstein- Aunque es públicamente es un bravucón, especialmente con Lee Ping, Biffy es un amable gigante con una debilidad por su gato el Sr. Rumble Kitty Kat. Biffy ayuda a Lee por razones que sólo él conoce utilizando su conocimiento tecnológico, su ingenio y todo lo que sabe sobre la escuela y lo que sucede dentro de la misma para guiar a Lee y rastrear a las personas que decidan en toda la escuela. A pesar de que Biffy ayudó a Lee en numerosas ocasiones, Lee es consciente de que Biffy podría matarlo en cualquier momento. A Biffy le encanta escuchar rock bueno y su banda favorita es Los Chicos de la Oscuridad.

- Greta Von Hoffman- Es una matleta igual que Irwin, usa una suéter con le símbolo de "x" y tiene una sola ceja que solo a Holger le gusta eso. Ella al igual que Holger se enamoraron en el episodio "Revolución Matemática", su bebida favorita es ciruela presionada y jugo de almeja y a Holger le gusta eso también. Ella puso interés en el aguador d e la escuela ya que Holger la dejó por Kimmie (estaba hipnotizado) pero luego logró recuperarla dándole una canción.

- Kimmie McAdams- Es la líder de las Glamazonas. Ella desprecia siempre a las personas impopulares u otros que la desprecien como Tina, Kimmie tiene un chihuahueño de mascota que siempre lleva en su bolso y se llama el Sr. Margolious. En el episodio "Incidente de Cabello", ella fue a detención por traer a su mascota y cuando estuvo a solas con Biffy se descubre que ellos eran muy amigos de niños y a veces se cree que tiene una relación.

### Recurrentes
- El Tazelwurm- El Tazelwurm es un lagarto rojo de una especie desconocida que sirve como la mascota de la escuela. Por lo general se ve bien encadenado al suelo, siendo perseguido por los "Limpia Monstruos" el director Barrage, o arrastrándose a través de las rejillas de ventilación de la escuela. En "28 Estornudos Después", se revela que en realidad es el Tazelwurm muy inteligente y sabe lo que pasó en el día de la broma. Él le dio a Lee un archivo que contiene toda la información relativa a la broma, e incluso información sobre el propio pasado de Lee que parece estar entrelazada con la broma.

- Director Wendell Barrage- Es el nuevo director de la Preparatoria E. Nigma. Es un exgeneral con un pase clasificado, la guerra ha amputado algunos de sus miembros y, sobre todo, es un temible cyborg. Él tiene una actitud sin sentido y cruel en todas las cosas. Cree firmemente que Lee Ping fue el responsable de la broma y se ha convertido en un pasatiempo para arrastrarlo a la detención en cada momento disponible. Tromba no parece ser tímido acerca de su experiencia en el ejército, ya que ha tomado mucho de su disfrute, estándar y métodos de entrenamiento con él a la escuela. Él llevó a cabo las pruebas de fútbol con cañones de artillería para lanzar las bolas a los nuevos reclutas. Él se distrae fácilmente por cosas relacionadas con los militares, como cuando él confiscó un teléfono que tenía en ese entonces un juego con tanques, que distraen la mayor presa del período de detención de Lee.

- Chaz Monarainian- Es el acompañente de Tina en el programa de noticias de la escuela. Él siempre está empujando Tina fuera de la cámara y leer su parte de la prensa. Chaz es anfitrión de su propio programa llamado "La Esquina de Chaz". Él está absorto en sí mismo, obsesionado por su apariencia y le gusta acaparar la cámara. Tenía imágenes de la broma que Lee obtiene y descubre que cambiaron su bolsa. También está asustado de enfermarse y tener el pelo desordenado. Ha coqueteado con la "Glamazona" Kimmie. Su padre tal como se ve en el episodio 5 también es un presentador de noticias. Él se suspendió de las noticias en el episodio 14 y es celoso con Tina.

- Los Limpiadores- Los Limpiadores son personas sin identificar, son blancos en trajes Haz-Mats. Por lo general se ve persiguiendo el Tazelwurm. Su primer trabajo fue limpiar después de la broma de Lee el cual es inocente, y procedieron a perseguir a Lee cuando los vio. Ellos también fueron vistos en los túneles blancos debajo de la escuela. Cada vez que aparecen oír un sintetizador de voz y el sonido de un enjambre de abejas. Se ha descubierto en la "Escuela Ruda" que en realidad son robots, que han sido manipulados para obedecer a "alguien", tal vez a Barrage.

- Cyrus Xavier- El cantante de los Chicos de la Osuridad. Al igual que Jenny comenzó como un personaje recurrente, pero después es ascendido a uno más prominente. Cyrus lleva un sombrero de gran tamaño que oscurece sus ojos, siempre lleva consigo su guitarra y se sabe que rompo aleatoriamente en la canción. Fue presentado por primera vez como miembro de la banda que falta de los Chicos de la Oscuridad debido a ser hipnotizado por la canción de la broma, pero Lee lo ayuda a liberarse. En episodios posteriores muchos estudiantes alrededor de la escuela comienzan a ser chantajeados por un anónimo humillándose entre sí. Cyrus y Cam descubre esto y al unirse también con Brandy para intentar acabar con el chantajista, pero el chantajista de haber estado en paso por delante en vez los hace realizar atreve juntos. Más tarde se encuentran muchos otros estudiantes que también están siendo chantajeado y todos ellos se unen para acabar con el chantaje.

- Sue Ping- Es la dominante madre de Lee Ping, y la esposa del Dr. Alfred Ping. Es profesora de matemáticas en un 10° grado en la Preparatoria E.Nigma. Ella es una maestra exigente y es muy estricta con sus estudiantes, en especial con su hijo. Como resultado de la broma ella castigo a Lee por un año completo. La Sra. Ping espera nada menos que la perfección de la gente y los regaña siempre.

- Dr. Alfred Ping- El padre de Lee y el marido de Sue, que a diferencia de su esposa es más liberal con Lee.

- Cassandra- Cassandra es la madre de Kimmie. Después de que se disparó el vice princible aluvión fue enviado a Coral Grove " donde Cassandra hackeó la parte cyborg de Barrage de su cabeza para que pudiera controlar. Cassandra es el jefe del consejo de los padres y es una de enimies arco de Lee.

### Hermandades
- Los Futbolistas- Un grupo de grandes hombres fuertes con pequeños cerebros. Son muy populares y salen con las animadoras y chicas Glamazon, son liderados por Steve.

- Las Glamazon- Un grupo de 4 chicas que son populares, bonitas y glamorosas. Su líder es Kimmie una chica rica que mira hacia abajo en todo el mundo. Brandy es el nuevo miembro de este grupo y Kimmie no siempre piensa que ella pertenece a su grupo. Ellas desprecian a los estudiantes menos populares y las personas que se burlan de su apariencia de pelo por ejemplo, Tina. Kimmie parece haber tenido una amistad de la infancia con Biffy, tal vez incluso una relación?

- Los Skaters- tienen poca capacidad de atención y no tienen paciencia. Ellos no se preocupan por el aprendizaje y el amor a causar problemas. Ellos hicieron la parte de pintura de la broma. Su líder es Zed.

- Los Emos- Hay alrededor de cuatro de ellos. Su líder Joseph (Emo Joe) es el único que habla y está en el "Club Acaben con Lee" A medida que se culpa de la guerra de comida Lee empezar. Escriben poesía y no hablaba mucho. Las chicas usan mucho maquillaje y vestir a los chicos guyliner. Él trabaja en la tienda donde se compró una bolsa idéntica a Lee para la broma. No parece que les gusta Holger o Lee.

- Los Matletas- que consta de cuatro genios matemáticos. Todos llevan suéter con las operaciones de matemáticas en ellos (− + × ÷ y el símbolo ττ). El líder es Irwin, enemigo de Lee, aunque Lee parece mejor en matemáticas que él.

- Los Chicos de la Oscuridad- Una banda de rock con cuatro miembros de la banda. Toda su vida es la música, a pesar de que odia la tecno música. Cyrus el líder de la banda, y el que grabó la canción broma y le dio a Lee que tiene extraños poderes hipnotizantes.

- Los Ambientalistas- Son amantes de los árboles y están en contra de la crueldad animal. Se en donde responsables de las ranas en la broma. Ellos estaban tratando de liberarlos durante el montaje en el primer día, pero las ranas escapó al pasillo de la escuela. Su líder es Suzie.

- Los Marginados- Estudiantes más impopulares de la escuela y antiguos amigos de Lee Ping. Están condenados al ostracismo por sus hábitos inusuales. Ellos son: Lou (se chupa el dedo), Deuce (come lo que sea) y Jenny (se urga de nariz). Se implica que sus hábitos son el resultado de un lavado de cerebro después de probar la canción broma, la líder es Jenny.

- El Club Acaben con Lee- Un grupo de estudiantes que quieren vengarse de Lee Ping para hacer que todos se metieran en problemas, y enviarlos a detención si ninguna razón.

- Los Genios- Un grupo que trabaja en un pasaje secreto en la biblioteca. Ellos son (extraoficialmente), dirigida por Irwin Dexter el líder del grupo de genios.

- Las Animadoras- Son las porristas de la Preparatoria A. Nigma. Tres de ellos se ven siempre riendo. Camillio está enamorado de Toni, una de las animadoras y ella es misma es su líder.

- El Quinceavo Grado- Un grupo de tres chicos los cuales no han sido capaces de graduarse de la secundaria por un par de años, por lo que se llama "El Quinceavo Grado". A ellos les gusta pasar el rato en lo que puede ser descrito como "un garaje", donde trabajan en la lubricacion de autos. Fue en su pasillo, el único casillera que no ha sido destruido, donde encuentra la mochila original de Lee donde el Tazelwurm le indicó.

## Episodios
El Castigado consta de 4 temporadas de 13 episodios cada una, a excepción de la primera, que contiene 14 debido a la inclusión del episodio piloto. Todas las temporadas excepto el primero se emitió en Australia antes de salir al aire en Canadá.
| Temporada | Temporada | Episodios | Canadá                   | Canadá                  | Australia              | Australia                | Latinoamérica       | Latinoamérica        |
| Temporada | Temporada | Episodios | Inicio                   | Final                   | Inicio                 | Final                    | Inicio              | Final                |
| --------- | --------- | --------- | ------------------------ | ----------------------- | ---------------------- | ------------------------ | ------------------- | -------------------- |
|           | 1         | 14        | 12 de septiembre de 2011 | 5 de abril de 2012      | 12 de mayo de 2012     | 11 de agosto de 2012     | 2 de enero de 2013  | 21 de enero de 2013  |
|           | 2         | 13        | 6 de septiembre de 2012  | 6 de diciembre de 2012  | 31 de agosto de 2012   | 18 de septiembre de 2012 | 22 de enero de 2013 | 7 de febrero de 2013 |
|           | 3         | 13        | 5 de septiembre de 2013  | 12 de diciembre de 2013 | 6 de junio de 2013     | 24 de junio de 2013      | —                   | —                    |
|           | 4         | 13        | 8 de enero de 2015       | 29 de enero de 2015     | 8 de noviembre de 2013 | 31 de enero de 2014      | —                   | —                    |

## Recepción

### Premios y nominaciones
| Año  | Asociación             | Categoría                                                         | Nominado                               | Resultado |
| ---- | ---------------------- | ----------------------------------------------------------------- | -------------------------------------- | --------- |
| 2013 | Canadian Screen Awards | Mejor Sonido en una Comedia, Variedad o Programa de Artes o Serie | Episodio: "Los Chicos de la Oscuridad" | Nominado  |
| 2014 | Canadian Screen Awards | Mejor Dirección en un Programa de Animación o Serie               | Episodio: "Encontrar a Finnwich"       | Pendiente |
| 2014 | Canadian Screen Awards | Mejor Dirección en un Programa de Animación o Serie               | Episodio: "Encontrar a Finnwich"       | Pendiente |

## Emisión
En Canadá, la serie fue mostrado por primera vez durante la semana del 12 de septiembre de 2011 en Teletoon con una vista previa de los primeros 5 episodios, y comenzó a transmitirse regularmente el 5 de enero de 2012.
El espectáculo se estrenó en Australia en ABC3 el 12 de mayo de 2012. La cuarta final de la temporada se estrenó en Australia el 31 de enero de 2014, y sigue siendo indeterminado en cuanto a si o no se hará una quinta temporada.
La serie se estrenó en el "Always On" la plataforma digital de Cartoon Network en los Estados Unidos como parte de la plataforma 2014-2015 en línea. Los episodios de la serie apareció por primera vez en el sitio web de Cartoon Network el 29 de septiembre de 2014, que abarca la mayor parte de temporadas 1 y 2 

## Lanzamiento de video
Los episodios han sido puestos a disposición en el Canadian iTunes Store cal aire en Teletoon, actualmente abarca las temporadas 1, 2, y 3.